# Johann Friedrich Falke
Johann Friedrich Falke, auch Falcke (* 28. Januar 1699 in Höxter; † 6. April 1753, fälschlich auch 1756, in Evessen bei Wolfenbüttel) war ein deutscher lutherischer Pfarrer, Historiker und Fälscher.

## Leben
Johann Friedrich Falke wurde 1699 in Höxter als Sohn eines Kaufmanns geboren. Nach dem Besuch der Gymnasien in Göttingen, Hildesheim und Naumburg nahm er 1719 ein Studium der Theologie in Jena auf, das er ohne Abschluss abbrach. Er war anschließend als Hauslehrer im heute zur Stadt Höxter gehörenden Lütmarsen tätig und kehrte nach umfangreichen Studien- und Geschäftsreisen durch Holland nach Höxter zurück. Im Jahr 1725 folgte er einem Ruf auf die Pfarrstelle in Evessen, Hachum und Gilzum im heutigen Landkreis Wolfenbüttel. Dort wirkte er bis zu seinem Tod 1753 als Pastor.
In Evessen legte Falke ein Naturalienkabinett an und verfasste mehrere Bücher und Aufsätze, insbesondere zur deutschen Geschichte und zur Geschichte des Klosters Corvey. Im Jahr 1738 publizierte er seinen Entwurf einer Historiae Corbeiensis Diplomaticae. Sein Hauptwerk ist der 1752 erschienene Codex Traditionum Corbeiensium, eine Edition der Corveyer Traditionen. Das mit großer Gelehrsamkeit, jedoch unkritisch und unübersichtlich geschriebene, über 1000 Großfolioseiten zählende Werk enthält eine große Anzahl wahrheitsgetreu, wenn auch teilweise fehlerhaft, wiedergegebener Urkunden aus Corvey sowie den Klöstern Amelungsborn und Schöningen. Falke fügte jedoch diverse von ihm erfundene Urkunden und Chronikpassagen ein, darunter das berüchtigte Registrum Sarachonis des Corveyer Abtes Saracho von Rossdorf. Die Fälschungen wurden bereits Anfang des 19. Jahrhunderts als solche erkannt, entfalteten dennoch eine große Wirksamkeit bis in die jüngste Vergangenheit.
Falke war zweimal, mit Pastorentöchtern aus Corvey und Bodenburg, verheiratet. Er starb im April 1753 im Alter von 54 Jahren in Evessen. Sein Nachlass, der zahlreiche Manuskripte, Urkundenabschriften und etwa 90 Originalurkunden aus der Zeit von 890 bis 1684 enthielt, wurde 1753 auf Veranlassung Herzog Karls I. für das herzogliche Archiv in Wolfenbüttel angekauft.

## Schriften (Auswahl)
- Entwurf einer Historiae Corbeiensis Diplomaticae. Braunschweig 1738. (Digitalisat)
- Nachricht von einigen gefundenen versteinerten Lilien. In: Braunschweigische Anzeigen. Jg. 1747, Nr. 88 und 89, Sp. 1913–1922, 1937–1940, Braunschweig 1747 (leopard.tu-braunschweig.de).
- Codex Traditionum Corbeiensium. Leipzig und Wolfenbüttel 1752. (Digitalisat)